# EV8 Middellandse Zeeroute
De Middellandse Zeeroute (Mediterrenean Route) is een geheel bewegwijzerde fietsroute van zo'n 7350 kilometer lang. De route maakt deel uit van het EuroVelo-netwerk van de European Cyclists' Federation, en is opgezet met financiering vanuit een Interreg-programma van de Europese Unie. Het type bewegwijzering verschilt van land tot land omdat gebruik wordt gemaakt van nationale netten van langeafstandsfietsroutes. 
De route gaat door de volgende landen en gebieden: Spanje, Frankrijk, Italië, Slovenië, Kroatië, Montenegro, Albanië en Griekenland. Vanuit Athene zijn er ook verbindingen naar Turkije (waar de route Selçuk verbindt met İzmir en Dikili. Daarnaast kan vanuit Athene worden overgestoken naar Cyprus waar de route een ronde over het eiland maakt en de hoofdstad Nicosia aandoet. 
De route verbindt de Europese landen rond de Middellandse Zee met elkaar.
Onderweg zijn er veel bezienswaardigheden. Voor gidsen en toelichtingen moet gebruikgemaakt worden van het materiaal dat per land beschikbaar is. In sommige gevallen kan dat er toe leiden dat het alleen beschikbaar is in de taal van dat land. 